# Флемминг, Хайно Генрих фон
Граф Хайно Генрих фон Флемминг (нем. Heino Heinrich von Flemming; 8 мая 1632, Мартентин, Померания — 1 марта 1706 года, замок Буков, округ Лебус) — немецкий военачальник, фельдмаршал и губернатор Берлина.

## Биография

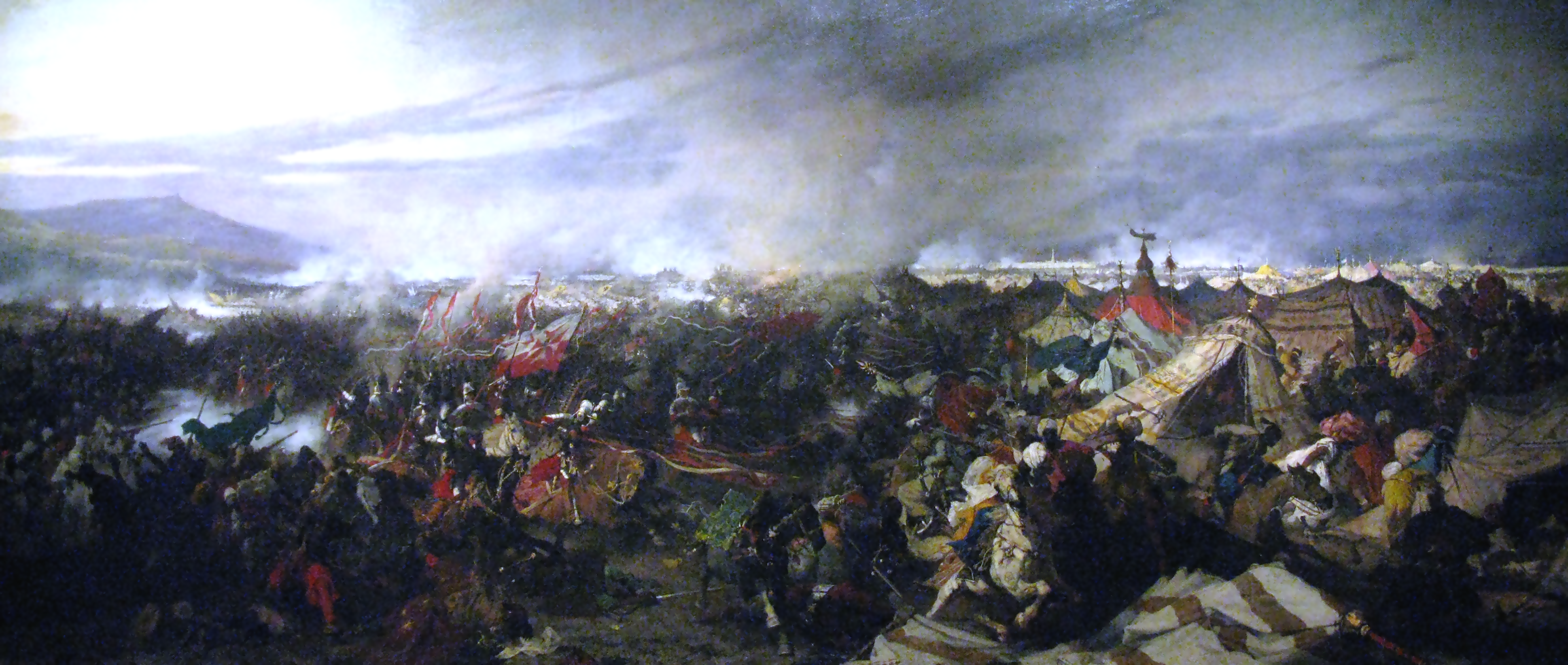
Битва при Каленберге 1683 года.: союзная армия вторгается на позиции Османской империи.

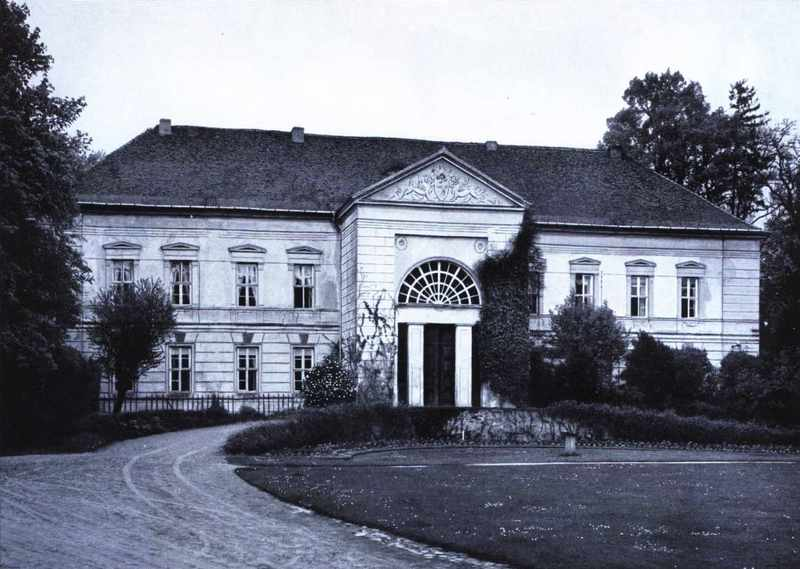
Замок Буков, построенный в 1663 году, с более поздним фасадом Шинкеля около 1802 года, снесен в 1948 году.

Хайно Генрих фон Флемминг происходил из старинной поморской семьи Флемминг, которая, вероятно, первоначально иммигрировала из Фландрии. Он был третьим сыном померанского ландмаршала и магистрата Бялогарда, Якоба фон Флемминга и Барбары фон Пфуэль. После обучения во Франции и Нидерландах, где он учился вместе с Вильгельмом Оранским и адмиралом Мишелем де Рюйтером, он поступил на службу в Бранденбургскую пехотную гвардию в 1657 году. В 1658 году переведен в императорский полк Иоганна фон Шпорка, который применялся в войне со Швецией в Гольштейне. В 1660 году Флемминг вернулся в Бранденбургскую гвардию в звании капитана. 15 января 1662 года он был произведен в рыцари ордена Святого Иоанна тогдашним лордом-мастером Иоганном Морицем фон Нассау. Курфюрст Фридрих Вильгельм передал полковнику Флеммингу командование полком Флемминга в 1672 году, который он послал в качестве вспомогательной силы польскому королю Михаилу Вишневецкому в войне с Османской империей.
Флемминг получил много предложений о смене службы из-за его сообразительности и хладнокровной храбрости. В 1676 году он стал генерал-майором в Брауншвейге, а в 1680 году — фельдмаршалом в Саксонском курфюршестве. В 1683 году во главе саксонских вспомогательных войск он внес крупный вклад в провал турецкой осады Вены: во главе саксонцев и некоторых вспомогательных войск штурмовал центр и ключевые турецкие позиции в битве при Каленберге и первыми проникли в основной османский лагерь.
15 февраля 1684 года он получил командование саксонскими войсками и после смерти фельдмаршала барона Иоахима Рюдигера фон дер Гольца. 8 сентября 1688 года получил сан фельдмаршала курфюршества Саксонии. В этом и следующем году он командовал саксонскими войсками курфюрста Иоганна Георга III на Рейне против французов, но подвергся здесь многим личным оскорблениям. Имперские генералы Габсбургов обвинили его в коррупции.
В 1690 году Хайно Генрих фон Флемминг перешел с саксонской на бранденбургскую службу. Курфюрст Фридрих III назначил его статским и военным советником. 16 апреля 1691 года, после вынужденного ухода фельдмаршала Ганса Адама фон Шёнинга из бранденбургской армии в январе 1691 года, курфюрст произвел его в фельдмаршалы и назначил командующие войсками Бранденбурга на Рейне и губернатором Берлина и, подобно Шёнингу перед ним, командованием его телохранителями.
После того, как в 1698 году ему был предоставлен отпуск по состоянию здоровья с годовым доходом в 8 000 талеров, курфюрст Бранденбургский назначил Флемминга губернатором герцогства Померании и княжества Каммин. Он также был бенефициаром командорства Свидзин с 1678 года. Уже в 1688 году он получил в собственность поместья вокруг Букоу, которые ранее принадлежали семье его жены Доротеи Элизабет фон Пфуль. В 1689 году он приобрел два поместья Кётен, Данненберг/Марк и Фалькенберг/Марк в тогдашнем районе Обербарним. Кроме того, в 1699 году он получил ранее также Пфуэльский монастырь Хельфта, а в Саксонии замок Хермсдорф и особняк Гогенхаус недалеко от Радебойля. В 1700 году император Священной Римской империи Леопольд I возвел его в ранг имперского графа, должность, которую он изначально отверг после битвы при Каленберге.
Несмотря на свою известность, Хайно Генрих фон Флемминг считался скромным человеком. Он положил начало военному и политическому продвижению своей семьи в Саксонии и Бранденбург-Пруссии, привлекая туда своих сыновей и племянников на службу, где его сын Иоганн Георг и племянники Иоахим Фридрих, Богислав Бодо и Якоб Генрих дослужились до званий генералов. Якоб Генрих Флемминг стал фельдмаршалом и первым министром курфюрста Саксонии и короля Речи Посполитой Августа Сильного. Якоб Генрих, в свою очередь (трое его сыновей и четверо сыновей его братьев умерли молодыми) воспитал сыновей двоюродного брата Георга Детлева и Карла Георга Фридриха на саксонско-польских службе, где они также стали генералами и министрами.
Хайно Генрих фон Флемминг провел последние годы своей жизни в уединении в замке Буков, построенном в 1663 году, который его жена унаследовала от своего отца Георга Адама фон Пфуля в 1673 году. Там его посетил в 1701 году его давний корреспондент Готфрид Вильгельм Лейбниц. Семья Флемминг владела Буковским дворцом, который позже был перестроен Шинкелем, пока не был экспроприирован в 1945 году. Весной 1945 года он сгорел, а руины были убраны в 1948 году.
В 1909 году улица Флемминггассе в Вене-Дёблинг (19-й округ) была названа в честь Хайно Генриха.

## Семья
Хайно Генрих фон Флемминг был женат несколько раз. Его первой женой в 1663 году стала Барбара Готлиб фон Клитцинг, дочь Готлиба фон Клитцинга. У пары была одна дочь:
- Маргарет Элизабет фон Флемминг (1664 — 2 мая 1728), муж — Иоганн Георг Пшебендовский фон Пшебендов (1639—1729)[3]

После ее смерти в 1667 году он вторым браком женился на графине Агнес Доротее фон Шверин (13 июня 1653 — 22 февраля 1673), дочери Филиппа Юлиуса фон Шверина (1617—1685).
Затем в 1674 году он женился в третий раз на Доротее Элизабет фон Пфуэль († 1740), единственной дочери генерала фон Пфуэля. У пары было четыре сына и две дочери, в том числе:
- Иоганн Георг фон Флемминг (16 мая 1679 — 6 апреля 1747), генерал-лейтенант, женат на Сигрид Катарине, графине Бильке (1681—1765)
- Адам Фридрих фон Флемминг (18 марта 1687 — 24 октября 1744), женат на Катарине фон Алефельд (1690—1721)
- Генриетта Доротея Элен фон Флемминг (? — 4 июня 1706), муж — Фридрих Вильгельм фон Спарр (1657—1729)
- София Ева Шарлотта фон Флемминг (18 января 1684—1743), 1-й муж — Лебрехт фон дем Буше (1666—1715) прусский полковник, позже русский генерал-майор; 2-й муж — Фридрих Вильгельм фон Шак цу Радибор/Оберлаузиц.